# Distretto di Putina
Il distretto di Putina è un distretto del Perù, facente parte della provincia di San Antonio de Putina, nella regione di Puno.